# Estación Drysdale
Drysdale era una estación ferroviaria ubicada en el paraje rural del mismo nombre, en el partido de Carlos Tejedor, provincia de Buenos Aires, Argentina.

## Historia
Fue inaugurada en 1911 por la Compañía General de Ferrocarriles en la Provincia de Buenos Aires. Sus servicios cesaron en 1961 a causa del Plan Larkin.